# Société de développement et de mise en valeur du Parc olympique
La Société de développement et de mise en valeur du Parc olympique, nommée plus brièvement Parc olympique, est depuis le 1er novembre 2020 une organisation para-gouvernementale voyant à la gestion des installations bâties aux fins des Jeux olympiques de Montréal de 1976. La Société remplace la Régie des installations olympiques (RIO) qui existait depuis 1976,.
Depuis la fin des jeux olympiques, la RIO et la Société qui lui a succédé en 2020 et qui relève du ministère du Tourisme du Québec, veillent activement à l'exploitation, au développement et à l'entretien de ces installations symboliques qui font partie du patrimoine moderne de Montréal.

## Historique
L'autorité de tutelle de la RIO change 3 fois entre 1986 et 1996 :
- Elle est placée d'abord sous la responsabilité du ministère des Approvisionnements et Services à la création du ministère le 19 juin 1986[4],[5];
- Le 11 octobre 1989 la Régie est placée sous la responsabilité du ministre du Tourisme[6];
- Puis 10 ans après le premier changement, sous la responsabilité du ministère de la Métropole, lui aussi nouvellement créé, le 20 juin 1996[7].

Le projet de loi 15 prévoyant le remplacement de la RIO par la Société de développement et de mise en valeur du Parc olympique est sanctionnée le 2 juin 2020 pour une application prévue à partir du 1er novembre. Cette loi abroge l'ancienne Loi sur la Régie des installations olympiques et place la société sous la responsabilité du ministre du Tourisme.

### Identité visuelle (logotype)

Logo du Parc olympique de 2001 à décembre 2013.
Logo du Parc olympique depuis décembre 2013[11].

## Mission
La Société a pour objet de réaliser la construction, l'aménagement et l'exploitation des installations mobilières et immobilières prévues pour les Jeux olympiques et contenues à l'intérieur du quadrilatère borné par le sud de la rue Sherbrooke, l'ouest de la rue Viau, le nord de l'avenue Pierre de Coubertin et l'est du boulevard Pie-IX, sur le territoire de la Ville de Montréal, à l'exception de l'aréna Maurice-Richard, du Centre Pierre-Charbonneau et de leurs aménagements propres ainsi que des installations du métro.

### Installations gérées
- Stade olympique de Montréal
- La Tour de Montréal (incluant l'observatoire de la Tour)
- Le Centre sportif (qui contient sept bassins), site officiel d'entraînement des athlètes de quatre équipes nationales en sports aquatiques : natation, plongeon, nage synchronisée et water-polo féminin.

## Textes législatifs
- Loi sur la Régie des installations olympiques, RLRQ, c. R-7  (lire en ligne, consulté le 18 mai 2024)
- Loi sur la Société de développement et de mise en valeur du Parc olympique, RLRQ, c. S-10.2  (lire en ligne, consulté le 18 mai 2024)